# Florin Mina
Florin Mina   (Tulcea, 3 de juliol de 1959 - 2006) és un jugador de voleibol romanès, ja retirat, que va competir durant les dècades de 1970 i 1980.
El 1980 va prendre part en els Jocs Olímpics d'Estiu de Moscou, on guanyà la medalla de bronze en la competició de voleibol. El 1981 guanyà la medalla d'or a les Universíades disputades a Bucarest.